# 구세주 교회

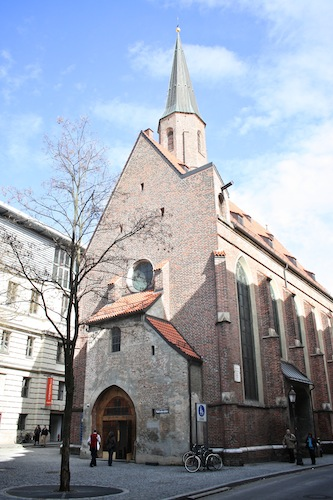
구세주 교회

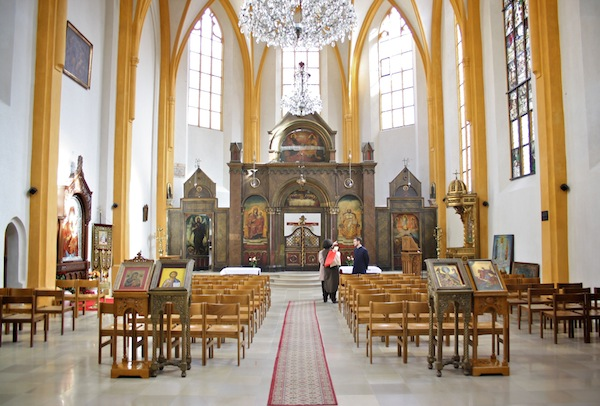
구세주 교회 내부 모습

구세주 교회(독일어: Salvatorkirche)는 독일 뮌헨에 위치한 고딕 건축 양식의 교회당이다. 뮌헨 성모 대성당의 전신이다. 1829년부터 그리스 정교회에 의해 사용되고 있으며 독일과 중앙유럽 총주교 본부로 사용되고 있다.
1493년에 후기 고딕 건축 양식으로 건립되었으며 나중에 저장고로 사용되었다. 독일의 건축가인 레오 폰 클렌체(Leo von Klenze)가 뮌헨에 형성된 그리스인 공동체를 위한 이코노스타시스를 설계했다. 이 과정에서 교회의 외관이 고딕 건축 양식으로 개조되었고 바로크 건축 양식을 띤 구조물이 철거되었다.